# (32589) 2001 QR127
2001 QR127 (asteroide 32589) é um asteroide da cintura principal. Possui uma excentricidade de 0.31060420 e uma inclinação de 8.32759º.
Este asteroide foi descoberto no dia 20 de agosto de 2001 por LINEAR em Socorro.